# Gran festa de la calçotada
La gran festa de la calçotada és una festa de la cultura popular de la ciutat de Valls, capital de l'Alt Camp.
Aquesta celebració es duu a terme el darrer diumenge de gener, és una diada festiva, popular i promocional entorn del calçot, producte nascut a Valls. Durant aquesta gran festa, els carrers i places de Valls s'omplen d'un gran bullici. És una de les festes gastronòmiques de Catalunya més importants i una de les que té més afluència, amb més de 35.000 visitants en un sol dia. Tothom està convidat a la degustació popular de la coneguda calçotada en els diferents espais habilitats als carrers del Barri Antic de Valls.

## Origen
Valls és terra de calçot, i també és la ciutat originària de la calçotada, fa més de cent anys que se'n realitzen. Tal com marca la tradició, una bona calçotada vallenca ha de constar d'un àpat basat en el calçot, la seva salsa i els seus complements. Des de finals del segle xix, la tradició calçotaire ha anat passant de generació en generació, motiu pel qual Valls és coneguda com la capital del calçot. La Gran Festa de la Calçotada va gestar-se l'any 1892 gràcies a la implicació de gairebé tota la ciutat: entitats, restaurants, comerciants, voluntaris... La idea de crear una festa com aquesta va sorgir després que des de les primeres dècades del segle XX fer la calçotada es va convertir en un àpat habitual de les famílies vallenques durant els dies festius. La calçotada va aconseguir tenir un abast arreu del país cap a mitjans de segle, quan la Penya Artística de l'Olla feia les seves cèlebres calçotades i hi convidava personalitats del món artístic i cultural barceloní, les quals ajudaren a divulgar-les. A partir dels anys seixanta, gràcies a l’impuls d’alguns restauradors emprenedors, es van crear locals apropiats per a fer la calçotada, les agències de viatges han anat incloent la nova atracció en els seus itineraris, la generalització del vehicle particular i el fet que, a l’hivern, no sovintegin, tant com a l'estiu, les atraccions turístiques i gastronòmiques, ajuden que Valls es converteixi, per uns mesos, en la capital de la calçotada.

## Actes
Durant la Gran Festa de la Calçotada s'executen moltes activitats relacionades amb les calçotades i el calçot. Algunes activitats són els concursos de cultivadors de calçots, concurs de la salsa de la calçotada de Valls, demostració de salsa de la calçotada per a celíacs i intolerants als fruits secs... Entre els concursos més destacats hi trobem el concurs de menjar calçots, que consisteix a intentar menjar el màxim nombre de calçots per emportar-te el premi on, per exemple, el 2023 el guanyador se'n va menjar més de 220. A més, també hi trobem el mercat de la calçotada, una mostra de cuina del calçot, es mostren els racons vallencs amb més tradició de Valls... Durant aquesta festa, la cultura popular també és protagonista, amb la cercavila amb els elements festius, entre els quals destaquen els grallers, el gegant del calçot, la mulassa de Valls, els gegants, balls festius...